# Salechard
Město Salechard (rusky Салеха́рд) je centrem Jamalo-něneckého autonomního okruhu. Leží v jeho západní části. Počtem obyvatel i průmyslovým významem ho ale překonávají jiná města regionu – Novyj Urengoj, Nojabrsk a Nadym. Žije zde 48 619 obyvatel (2023).

## Geografie
Salechard je považován za jediné město na světě, kterým přímo prochází severní polární kruh, tuto skutečnost připomíná monument. Město se nachází 2436 km od Moskvy na pravém břehu řeky Poluj, nedaleko od jeho ústí do Obu. 16 km od Salechardu je město a zároveň nejbližší železniční stanice Labytnangi.
Salechardem protéká říčka Šajtanka, od léta 2022 probíhá ve městě diskuze o přejmenování říčky.

## Podnebí
Salechard má drsné subpolární klima. Průměrná teplota v lednu je −23 °C, v červenci 14 °C. Za rok spadne přibližně 450–500 mm srážek. Až 200 dní v roce je město pod sněhem.

## Dějiny
Původní obyvatelé oblasti jsou Něnci. Město bylo ale založeno kozáky v roce 1595 jako pevnost na řece Ob. Obdorská pevnost se neustále rozrůstala, až se z ní v 17. století stalo regulérní město. Původní název Obdorsk (Обдорск), odvozený od slova Ob, se používal do roku 1933. Dnešní pojmenování pochází z něneckého „Сале-Харн“, což lze přeložit jako „osada na mysu“.
V carském i sovětském období byl tehdejší Obdorsk oblíbeným deportačním cílem. V carském období to bylo nejsevernější místo, kam se posílalo do vyhnanství. Říkalo se, že dál na sever už nebylo kam posílat.
V letech 1947–1953 se mezi Salechardem a Igarkou stavěla železnice – tzv. Mrtvá trať. Na stavbě se podle odhadů podílelo až 100 000 lidí, většinou vězňů z přilehlých gulagů. Po Stalinově smrti se projekt prohlásil za zbytečný a veškeré práce se zastavily. V oblasti se tedy stále nachází zrezivělé lokomotivy, vagóny, koleje či nástroje. V současné době se na místě bývalé stavby staví silnice.

## Hospodářství
V Salechardu je velká rybí konzervárna, která ročně zpracovává 3 000 tun ryb. Konzervy z této konzervárny jsou vyváženy i do zahraničí (např. do Kazachstánu) a dodávány i kosmonautům na Mezinárodní vesmírné stanici ISS.
Ve městě je důležitý říční přístav, který v roce 2023 prošel výraznou modernizací a má roční překládací kapacitu 600 tis. tun.

## Kultura
V roce 1902 Irinarch Šimanovskij, šlechtic, kněz a učitel, založil Obdorské muzeum, kde se nachází expozice věnované původním obyvatelům a také zmrzlé mládě mamuta. Mládě se jmenuje Ljuba a zemřela před 40 000 lety. Byla nalezena pastevci sobů v permafrostu.
Ve městě se nachází také mešita či zrestaurovaná lokomotiva, která slouží jako památník vězňům, kteří zde v polovině 20. století stavěli železnici.
V roce 2012 se začalo v Salechardu s výstavbou největšího pravoslavného chrámu na Jamalu. Katedrála Proměnění Páně měla být dostavěna v roce 2023, ale stavba se protáhla až do jara 2024.
V roce 2022 se začalo s výstavbou pomníku objevitelů Velké severní expedice, kteří používali v letech 1734–1737 Salechard jako zimoviště. Pomník ve formě majáku na kopci byl slavnostně otevřen v průběhu roku 2022 k 285. výročí otevření cesty mezi Obem a Jenisejí.

## Partnerská města
- Azov, Rusko (2007)

## Galerie

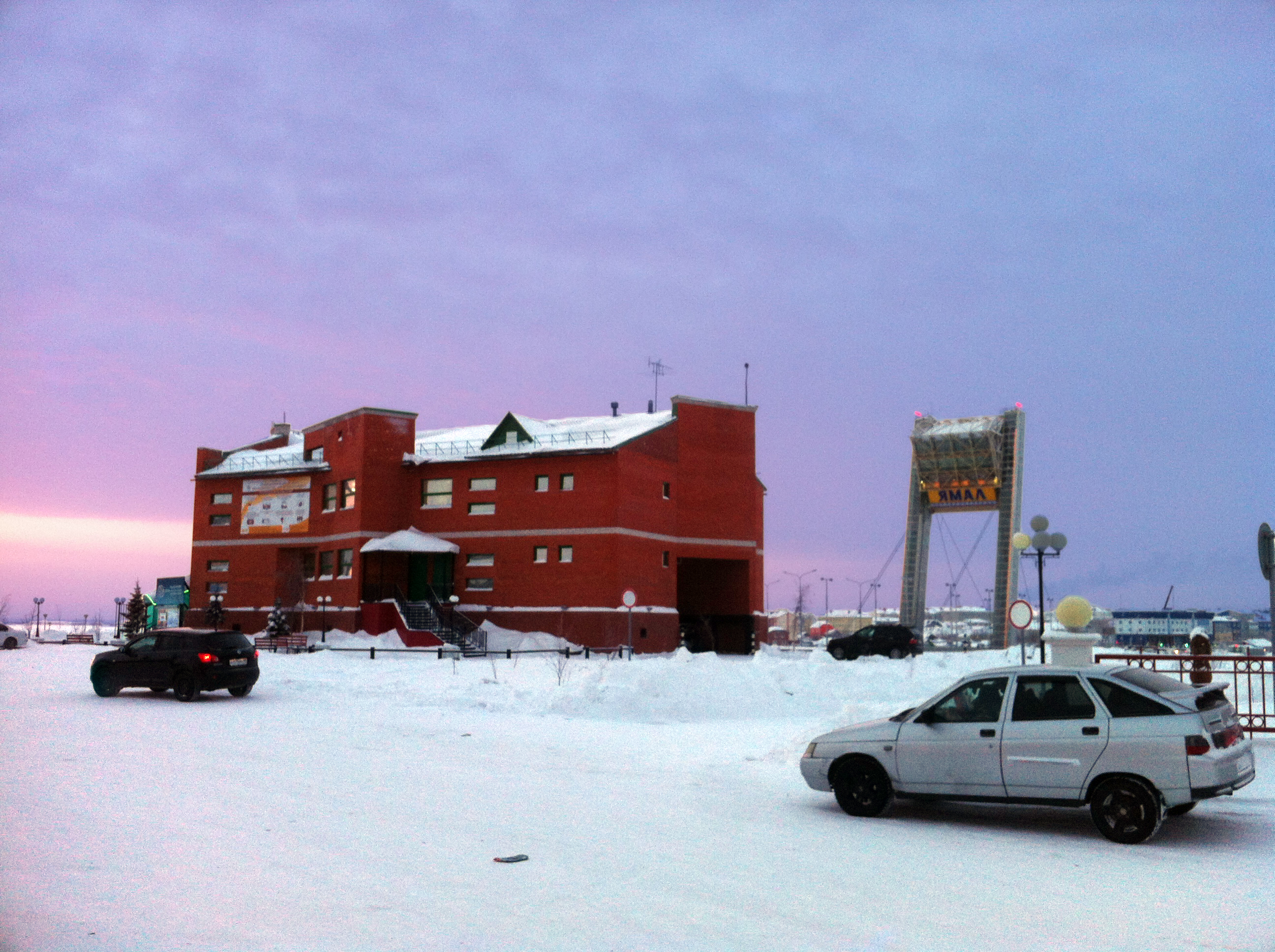
Knihovna v Salechardu (2015)
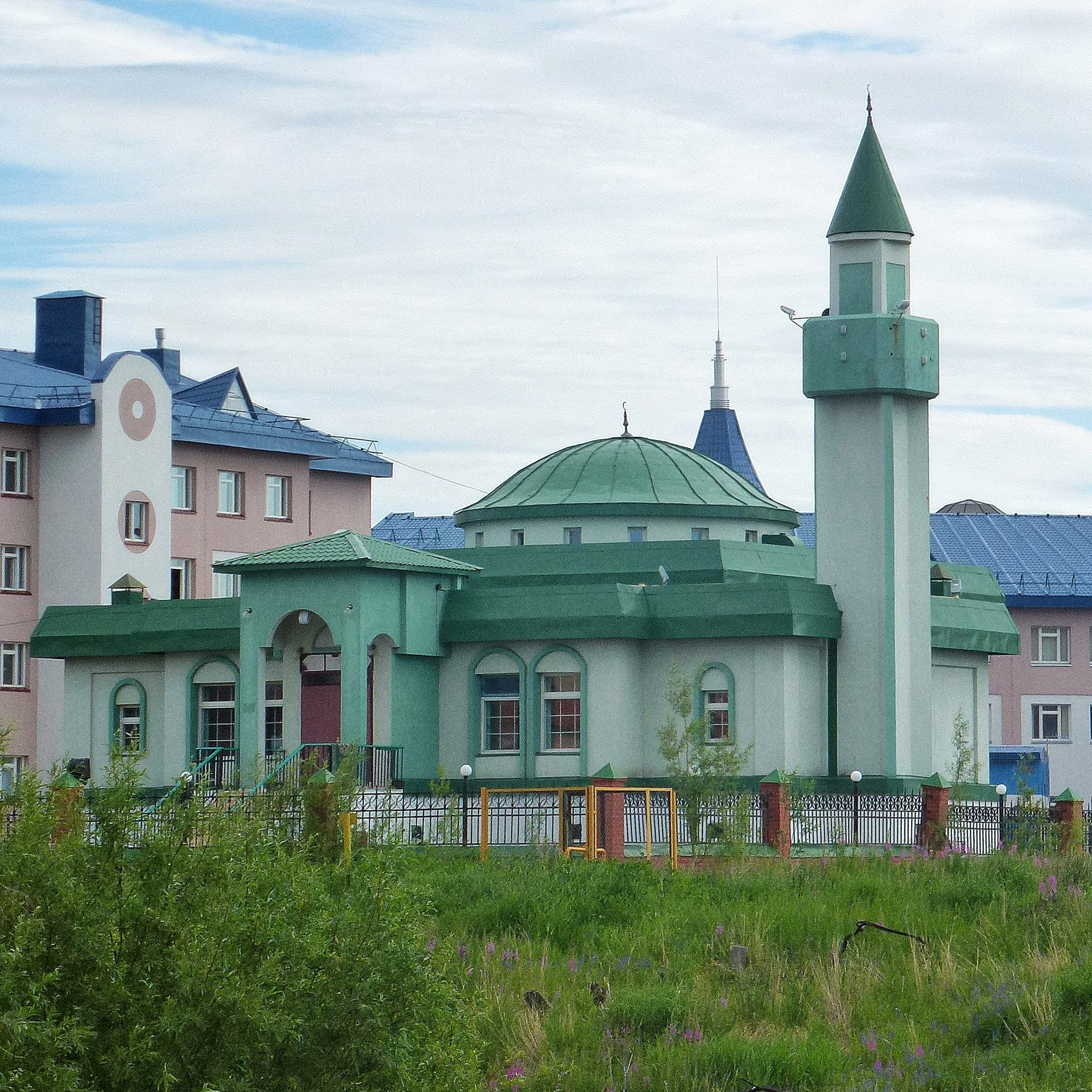
Salechardská mešita (2013)
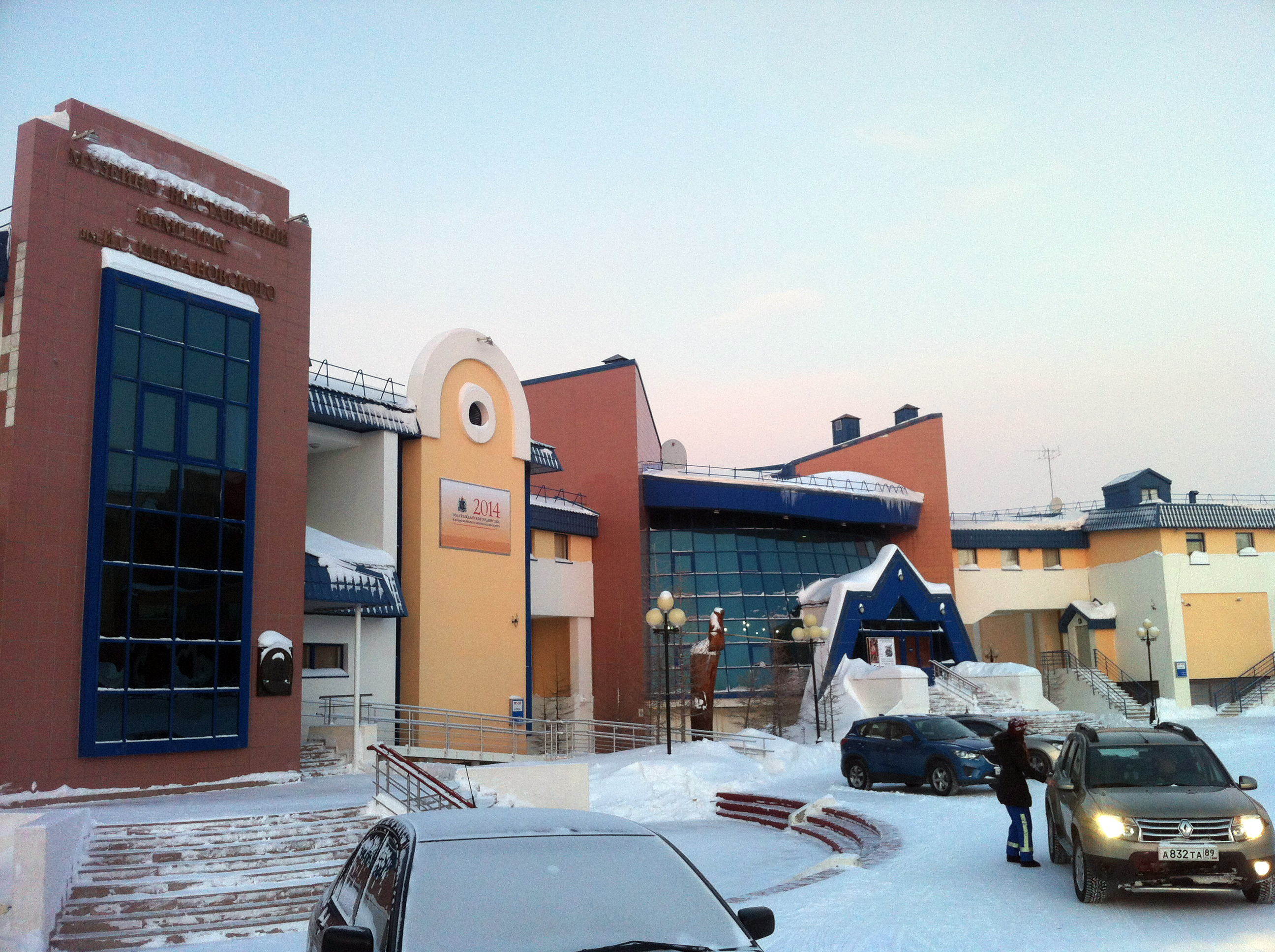
Muzeum Šimanovského (2015)
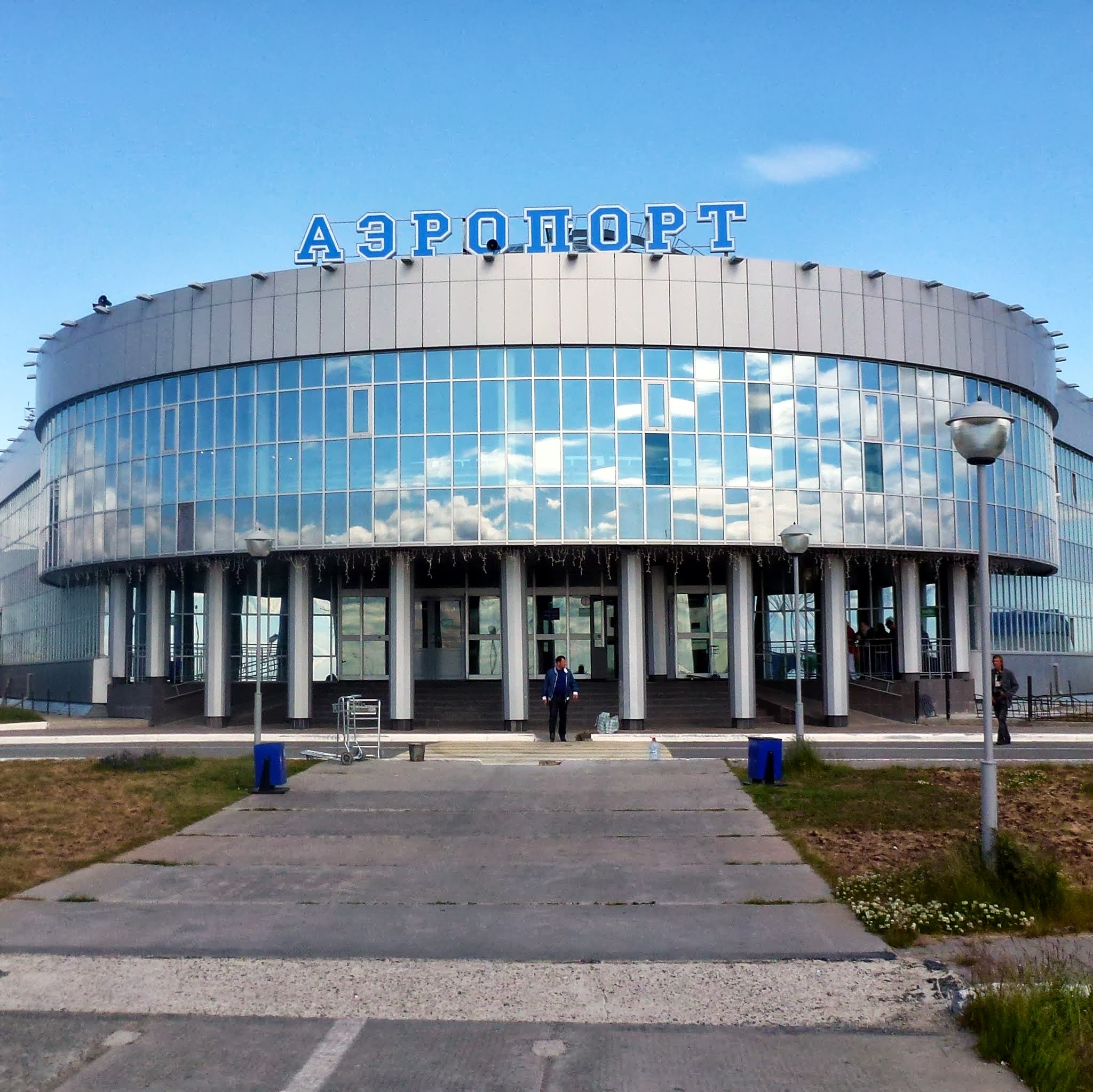
Salechardské letiště (2013)
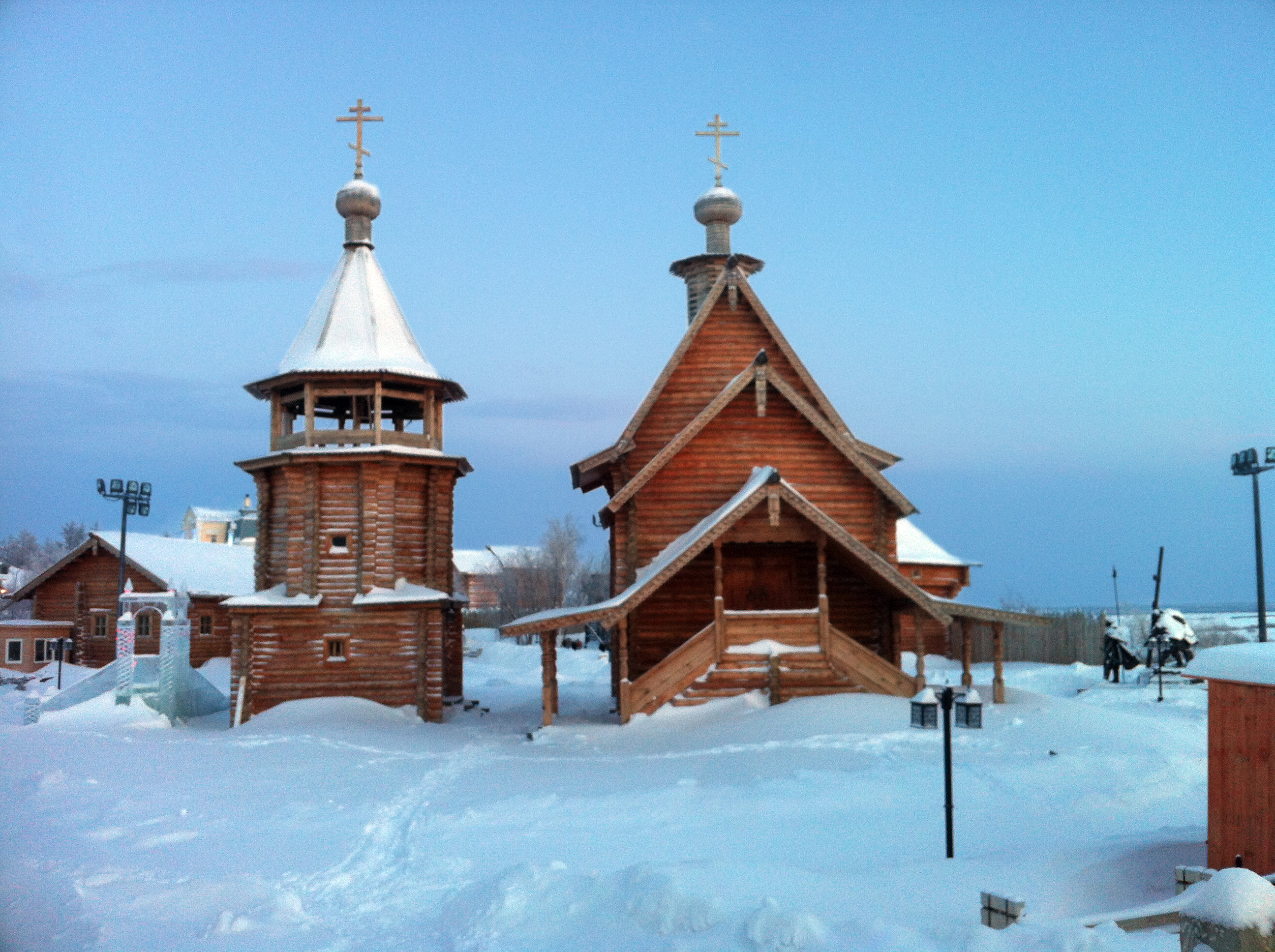
Obdorský ostrog (2015)
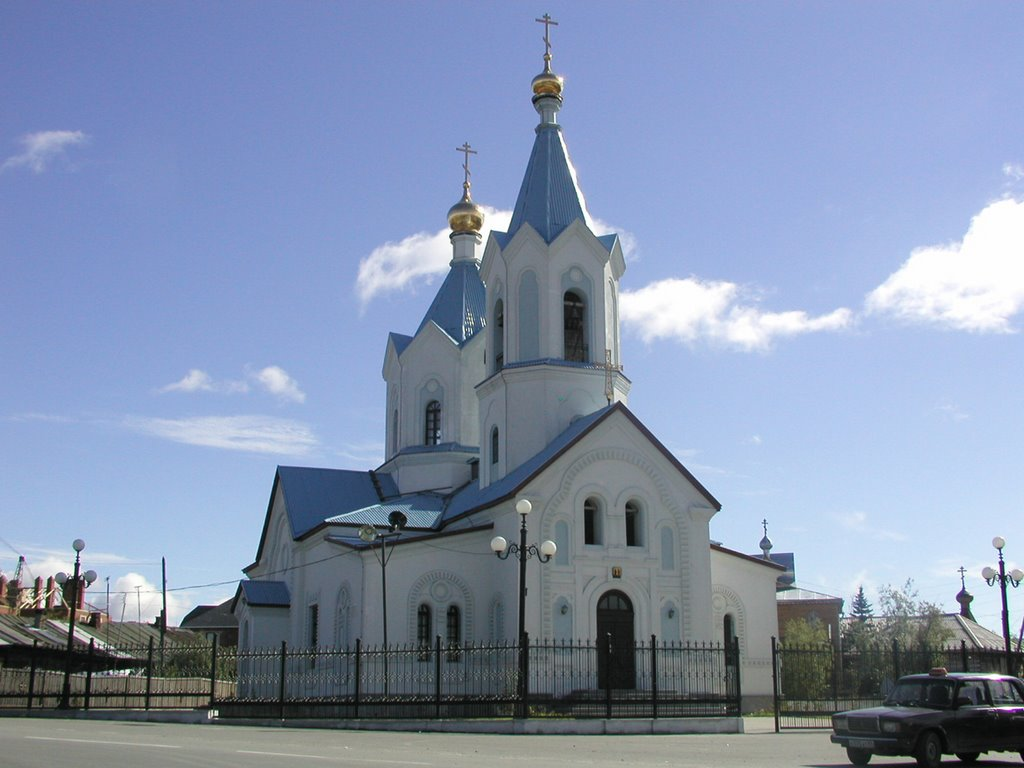
Petropavlovský chrám v Salechardu (2014)
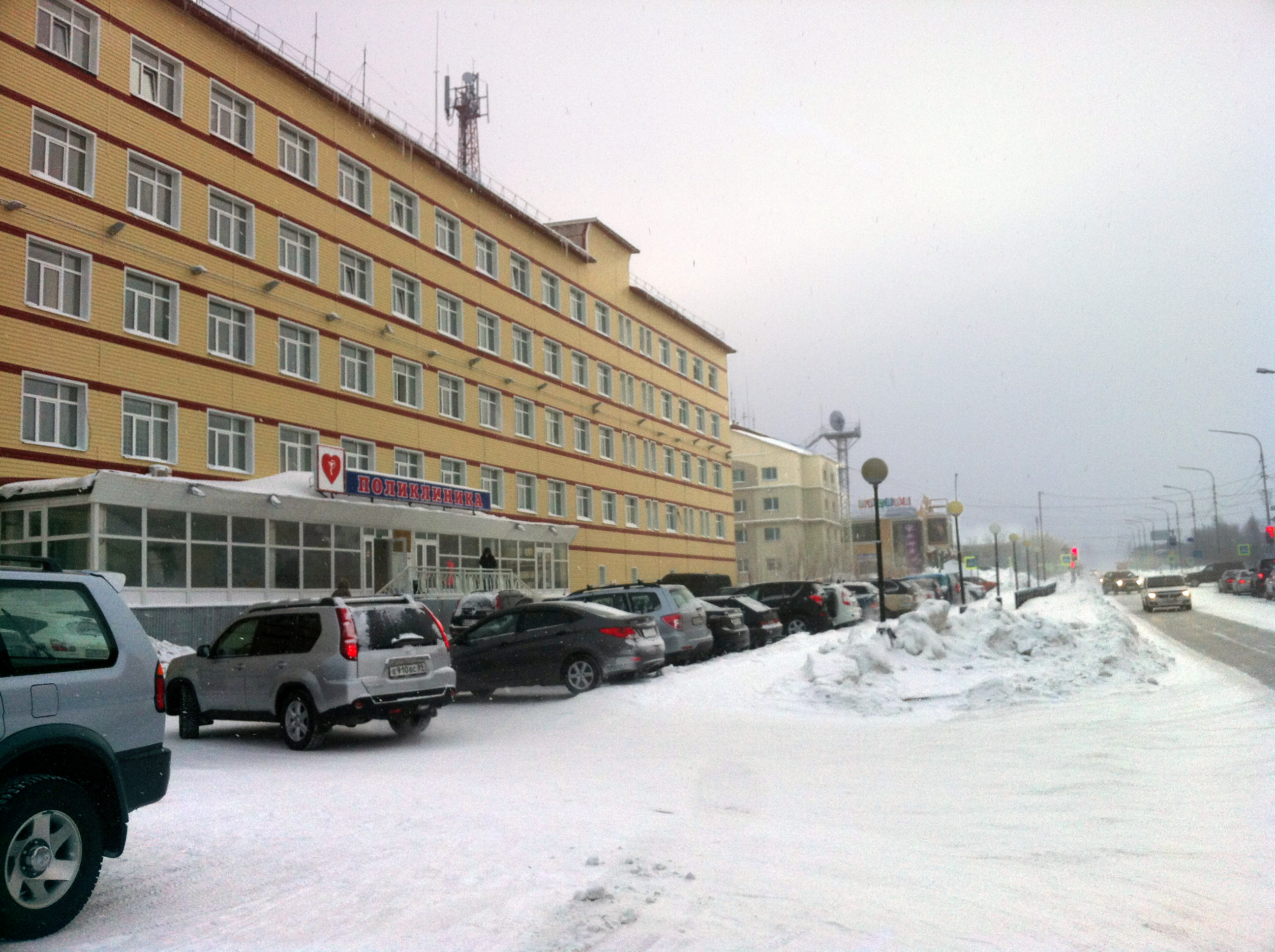
Městská poliklinika (2015)
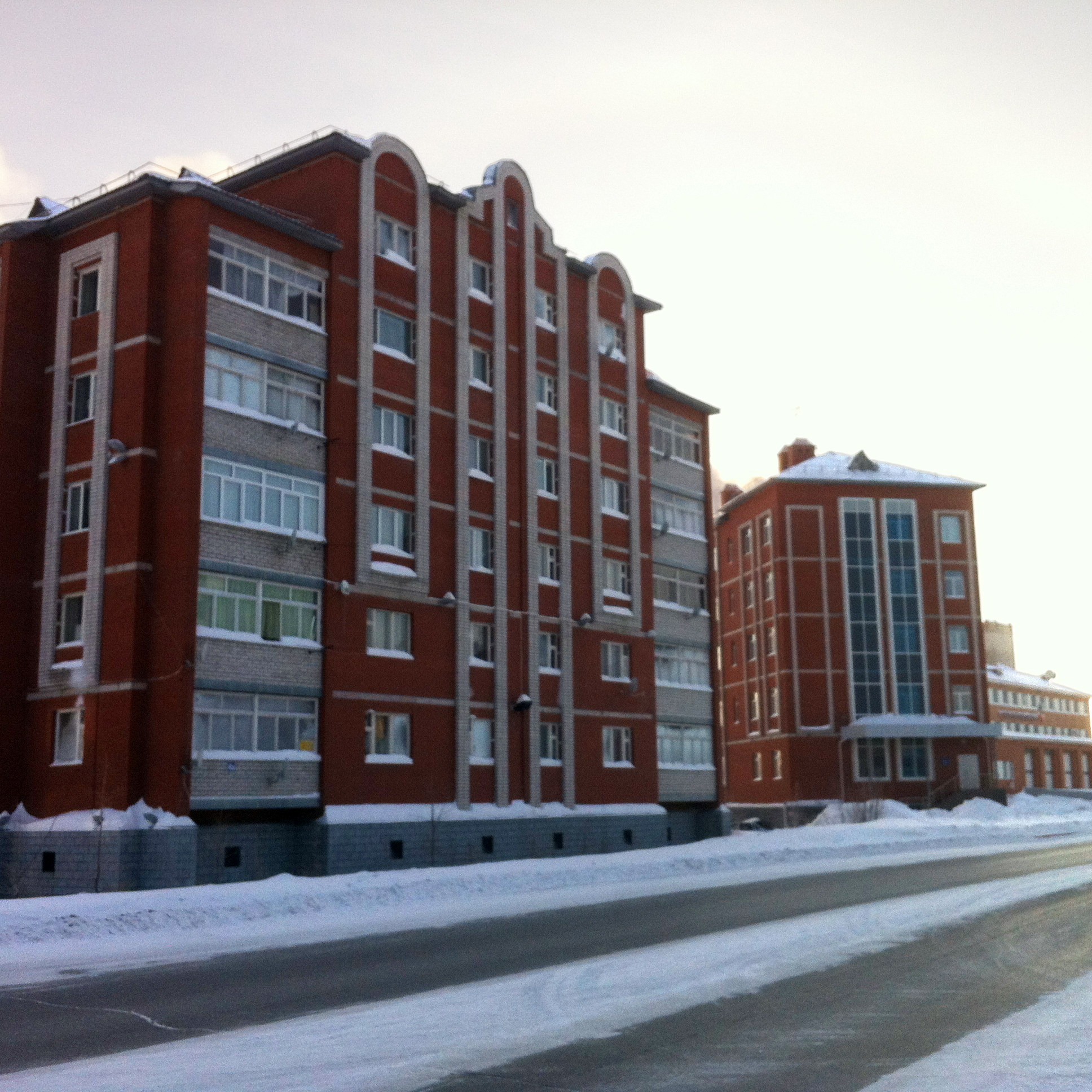
Bytové domy v Salechardu (2015)